# Houshang Moradi Kermani
Pour les articles homonymes, voir Kermani.
Houshang Moradi Kermani (en persan: هوشنگ مرادی کرمانی), né le 7 septembre 1944,  est un éminent écrivain iranien qui écrit généralement pour des enfants et des adolescents. Il est né à Sirch (un village de la Province de Kerman), et a complété son éducation à Sirch, Kerman et Téhéran.
Quelques-uns des films iraniens et des séries télévisées sont basés sur ses livres. En 2006, Dariush Mehrjui a réalisé Mehman-e maman d'après le roman de Moradi Kermani avec le même titre.
Quelques livres de Moradi Kermani ont été traduits en anglais, allemand, esperanto, français, espagnol, néerlandais, arabe, et arménien. Son autobiographie est publiée comme son dernier livre intitulé : Croyez-le ou pas (Shoma ke gharibe nistid).
Il a gagné de nombreux prix nationaux et de prestigieuses récompenses internationales comme le diplôme honorifique de Hans Christian Andersen en 1980 et le livre de l'année de l'Université de San Francisco en 2000.
De 2019 à 2023, il est sélectionné cinq années d'affilée pour le prestigieux prix suédois, le Prix commémoratif Astrid-Lindgren.

## Quelques-uns de ses livres
- Les récits de Madjid  (Ghesseh-ha-ye Madjid)
- Une botte  (Chakmeh)
- Le Palmier  (Nakhl)
- Le conte de la jarre  (Dastan-e an khomreh)
- The Tandoor  (Tanour)
- La Cruche  (Kouzeh) (traduit en français par Chantal Le Brun Kéris)
- Invités de maman  (Mehman-e maaman)
- Poing sur la peau  (Mosht bar poust)
- Le sourire de la grenade  (Labkhande anaar)
- Croyez-le ou pas  (Shoma ke gharibe nistid)